# Natalia Belooussova
Pour les articles homonymes, voir Belooussova.
Natalia Fedorovna Belooussova (en russe : Наталья Федоровна Белоусова ; prononcer « Belo-oussova ») est une joueuse de volley-ball russe, née le 5 septembre 1975.
Active de 1991 à 2012, mesurant 1,81 m, elle jouait au poste de réceptionneuse-attaquante.

## Clubs
| Club                    | De        | À         |
| ----------------------- | --------- | --------- |
| TTU Saint-Pétersbourg   | 1991-1992 | 1995-1996 |
| Ekran Saint-Pétersbourg | 1996-1997 | 1996-1997 |
| Skra Warszawa           | 1997-1998 | 1997-1998 |
| Leningradka             | 1998-1999 | 2007-2008 |
| Ladoga Léningrad        | 2008-2009 | 2008-2009 |
| Leningradka             | 2009-2010 | 2011-2012 |